# BBC Radio Guernesey
BBC Radio Guernesey (en anglais: BBC Radio Guernsey, en guernesiais: BBC Radio Guernésiais) est une radio publique locale de la BBC émise depuis Saint-Samson sur l'île de Guernesey.
On peut recevoir les programmes par radio AM et FM sur les îles qui constituent le bailliage de Guernesey ainsi que dans le monde par le site internet où la radio est diffusé par streaming.
La radio, étant publique, a comme principaux revenus de la taxe de la licence de la Télévision de Guernesey.

## Histoire
BBC Radio Guernesey est créé le 16 mars 1982, le lendemain de sa radio sœur BBC Radio Jersey, par la BBC Local Radio[réf. nécessaire].
Les programmes sont produits depuis la commune de Saint-Samson à la Broadcasting House où la radio partage les locaux avec ITV Channel Television.

## Programmation
La BBC Radio Guernesey émet du matin au soir en semaine par roulement: l'émission dit breakfast est animé par Oscar Pearson, suivi de Jenny Kendall-Tobias pour l'émission matinale et de John Randall pour l'émission de l'après-midi. Durant les temps de pause, la radio retransmet les bulletins d'informations des radios de la BBC du Sud-Ouest des Iles-Britanniques notamment celle de Bristol et de Devon.
La nuit, la BBC Radio Guernesey retransmet les programmes en direct de la BBC Radio 5 Live.
La BBC Radio Guernesey diffuse des programmes en guernesiais, la langue normande insulaire[réf. nécessaire].

## Fréquences
| Radio FM  | Radio FM | Radio AM |
| Guernesey | Aurigny  | 1116 kHz |
| 93,2 MHz  | 99 MHz   | 1116 kHz |